# Dialeto min-nan
O dialecto min-nan (chinês tradicional: 臺灣國語, pinyin: Táiwān Guóyǔ, ou dialecto hökkien, ou até mesmo dialecto taiwanês, é um dialecto chinês falado em Taiwan. Também conhecido como chinês taiwanês, sua escrita difere nos caracteres chineses porém com leitura em min-nan, ao contrário do cantonês e da língua Wu o min-nan é baseado na fonologia do dialecto de Beijing, o dialecto min-nan também tem influência do japonês
O dialeto tem forte influencia também do Mandarim Padrão e do Japonês, poucas pessoas no ocidente falam fluentemente esse dialecto, pois a maioria de falantes está na China e Taiwan.